# 게르니카 (피카소)

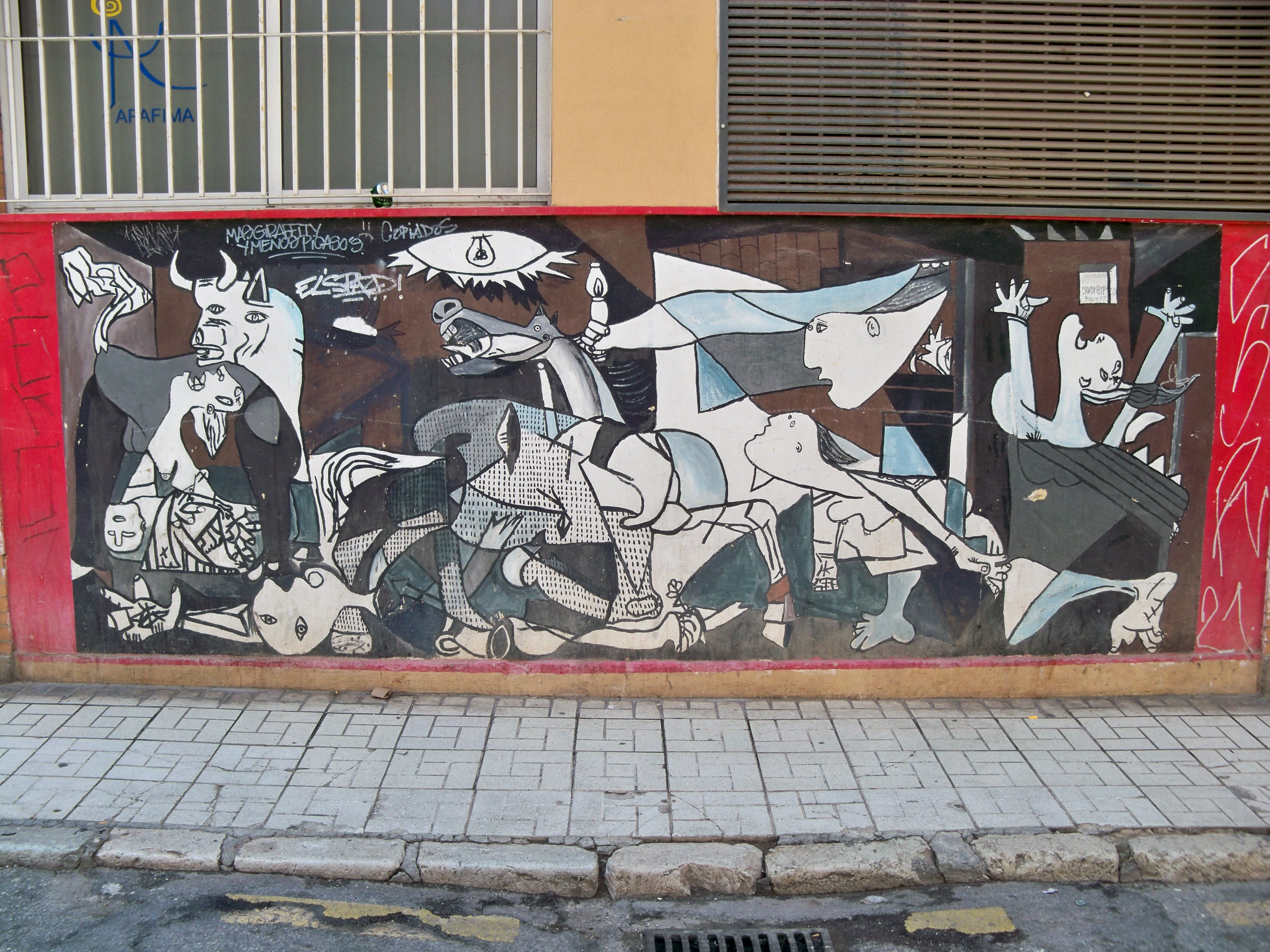

〈게르니카〉(스페인어: Guernica)는 최종국면 당시 독일군이 스페인 게르니카 지역 일대를 1937년 4월 26일 24대의 비행기로 폭격하는 참상을 신문으로 보고 파블로 피카소가 그린 그림이다. 나치 독일군의 폭격으로 수많은 사람이 희생되었으며 250~1,600명 그 이상의 사람들(대부분 민간인)이 사망하거나 또는 부상당하였다.
거대한 벽화의 형상을 띤 이 그림은 사실 1937년 파리 세계 박람회의 스페인 전용관에 설치되도록 스페인 정부가 피카소에게 의뢰한 작품이었다. 그림은 사실 이 사건이 일어나기 수년 전에 의뢰된 것이었는데 어떤 이유에서인지 게르니카의 참상이 그에게 영감을 주었던 것으로 보인다. 폭격의 공포와 피카소가 화폭에 담아내고자 했던 정치적 이데올로기에 대한 저항이 근본 이유인 것으로 보인다. 그 당시 프란시스코 프랑코(Francisco Franco)의 독재 체제에 대해 엘리트로서 느꼈던 바에도 그림에 잘 나타나 있다.
크기는 349.3 X 776.6 cm 이고 현재 스페인 마드리드의 레이나 소피아 국립 미술관에 소장 되었다.
그림에는 부상당한 사람들과 절규하는 사람들 등이 그려져 있으며, 전쟁의 참상을 알려주는 작품이다.

## 그외
- 게르니카 폭격 사건
- 게르니카 (도시)